# Guy Davidi
Guy Davidi (* 9. Juli 1978 in Jaffa, Tel Aviv) ist ein israelischer Regisseur, Filmproduzent und Kameramann, der sich auf Dokumentar- und Kurzfilme konzentriert.

## Leben und Karriere
Guy Davidi wurde 1978 in Tel Aviv, Israel geboren. Als er zehn Jahre alt war, starb sein Vater und die Familie zog in den Norden nach Kfar Saba. Ab 2000 studierte er an der Tel Aviv University Cinema School, die er nach einem Jahr wieder verließ. In den Jahren 2002 und 2003 lebte Davidi in Paris.
Im Jahr 2001 arbeitete er als Kameramann für den israelischen Fernsehfilm My Last Novel. Für den französischen Dokumentarfilm Les souvenantes war Guy Davidi ebenfalls als Kameramann verantwortlich. Für die Dokumentarfilme In Working Progress, A Gift from heaven, Zramim Ktu’im und Keywords arbeitete er als Kameramann und Regisseur. Bei der Oscarverleihung 2013 erhielt Guy Davidi gemeinsam mit Emad Burnat eine Nominierung in der Kategorie Bester Dokumentarfilm für 5 Broken Cameras.

## Filmografie
- 2001: My Last Novel (Fernsehfilm)
- 2004: Les souvenantes (Dokumentarfilm)
- 2006: In Working Progress (Dokumentarkurzfilm)
- 2009: Journal d'une orange, aller simple (Dokumentarfilm)
- 2009: A Gift from heaven (Dokumentarkurzfilm)
- 2010: Keywords (Dokumentarkurzfilm)
- 2010: Zramim Ktu’im (Dokumentarfilm)
- 2010: Women Defying Barriers (Dokumentarkurzfilm)
- 2011: 5 Broken Cameras (Dokumentarfilm)
- 2016: Mixed Feelings (Dokumentarfilm)
- 2022: Innocence (Dokumentarfilm)

## Auszeichnungen
- 2012: Asia-Pacific-Screen-Award-Nominierung in der Kategorie Bester Dokumentarfilm für 5 Broken Cameras
- 2012: Sundance-Film-Festival-Nominierung in der Kategorie World Cinema - Documentary für 5 Broken Cameras
- 2012: Jerusalem Film Festival-Award als Bester israelischer Dokumentarfilm für 5 Broken Cameras
- 2013: Oscar-Nominierung in der Kategorie Bester Dokumentarfilm für 5 Broken Cameras